# 떠 있는 광고
떠 있는 광고(Hover ads)는 웹 페이지 작성자가 DHTML, 자바스크립트 등의 웹 브라우저 기술을 사용하여 띄우는 팝업창 광고의 한 종류이다.  떠 있는 광고는 웹 페이지를 따라서 스크롤이 안 되며, 페이지 상에 계속 "떠" 있다. 그러므로, 사용자들은 대개 떠 있는 광고에 가려 웹문서 내용을 제대로 못 보게 된다.

## 배경
떠 있는 광고는 웹 광고 기술 중 매우 강력한 것이다. 온라인 광고 시장에서 일정 점유율을 기록하고 있다. 예전에는 한 때 인터넷 알림이 window.open() 자바스크립트 함수를 사용하여 작성되었다. 광고 콘텐트는 HTML 콘텐트로서 웹 주소 어딘가로부터 로드되어 소정의 창(window)에 표시되었다. 이러한 알림들은 요즘 들어 구글 툴바 등의 공짜 알림창 제거 소프트웨어와 웹 브라우저의 자체적인 알림창 차단 기능에 의해 막히게 되어 버렸다.
이러한 알림창 제거 소프트웨어를 피하기 위해, 일부 온라인 광고자들은 다른 방법으로 알림을 띄우는 방법을 고안해 내었다. DHTML의 다른 메소드를 사용하였다. 웹 브라우저와 더욱 긴밀히 기능이 연결되게 하였다.

## 기술
떠 있는 광고 기술은 각종 웹 브라우저 기술을 응용해 개발되었는데, 그 중심에는 DHTML이 있다. 자바스크립트를 써서 페이지의 내용을 바꾸는 기법을 사용하였다. 자바스크립트를 사용하여 브라우저의 문서 객체 모델 중 소정의 레벨과 객체를 조작하고 창(window)와 모양이 닮은 DTHML 엘레멘트를 생성하고는, 그곳에 떠 있는 광고의 내용을 보여주는 기법을 사용하였다. 기본적인 CSS HTML 엘레먼트 속성인 position을 사용하였다. 오늘날 대부분의 브라우저는 CSS를 "표현"과 "내용"의 분리를 위해 사용하는데, 이 CSS 기술 덕분에 웹 페이지의 자바스크립트 콘텐트가 프로그램적으로 CSS 속성을 바꾸어 웹 페이지의 내용을 구성하도록 하는 일이 가능해졌기 때문에 이와 같은 기법이 만들어진 것이다.
최초의 이동가능한 HTML 엘레먼트는 넷스케이프 4 버전에서 소개되었다. 레이어 기술(layer technology)라고 불렸다.
떠 있는 광고는 팝업창 제거 소프트웨어로 제거하기 어렵다고 알려져 있다. 떠 있는 광고 창 부분이 웹페이지의 HTML 콘텐트와 통합되어 있기 때문이다. 떠 있는 광고 창(window)을 띄우고 내용을 채우고 조작하는 부분 - 떠 있는 광고 창 부분을 인식하고 그것을 제거할 수 있는 마땅한 알고리즘적인 수단이 필터링 소프트웨어에 들어가 있지 않기 때문이다. 

## 차단
떠 있는 광고도 애드블록 플러스(Adblock Plus)와 같은 광고 차단 프로그램이나 사용자가 정의한 CSS를 이용해서 차단할 수 있다.

## 참고 문헌
- (영어) Adams, Cecil. "What's up with popup ads? 보관됨 2006-07-03 - 웨이백 머신". The Straight Dope. October 15, 2004.
- (영어) Zabunov, S. "From Annoyance to Pleasure — The Artistic Popup Approach". May 12, 2006.